# Liebesspiele junger Mädchen
Liebesspiele junger Mädchen – Muntere Pärchen packen aus ist eine deutsche Erotikkomödie von Franz Josef Gottlieb. Die Produktion der Lisa Film wurde am 12. Mai 1972 uraufgeführt.

## Handlung
In den fünf Episoden haben Teenager ihren mitunter ersten Sex, wobei die Eltern dazwischenfunken: 
- Renate und Bernd machen es doggie style, als Renates Eltern hereinplatzen und Renate daraufhin prompt einen  Scheidenkrampf bekommt. Unfähig, sich voneinander zu lösen, wird das Pärchen im Firmenwagen von Renates Vater in Richtung Krankenhaus transportiert. Während einer Fahrzeugpanne und eines Lachanfalls entkrampft Renate und das junge Paar kommt frei.
- Monika tritt ihr Schlafzimmer an ihre Freundin und deren Freund ab, da ihre Eltern verreist sind und deren Eltern nie außer Haus sind. Der Sexverzicht stößt Monikas Freund Fred sauer auf.
- Das homoerotische Verhalten der Klassenkameraden Detlef und Kurt wird vom Schwimmlehrer beobachtet und Kurts Eltern mitgeteilt. Kurt ist allein zu Hause, als abends die vorgebliche Geschäftsfreundin seiner Mutter Charlotte, Christine Schumann, klingelt und angibt, eine Reiseübernachtung für diese Nacht mit ihr vereinbart zu haben. Charlotte Mühlberg bestätigt es auf telefonisches Nachfragen Kurts. Christine verführt Kurt, der sich in das Callgirl verliebt. Sie erhält am nächsten Morgen von den zurückgekehrten Eltern 300 D-Mark als Lohn für die „Umerziehung“.
- Heidi vergnügt sich mit ihrem Freund Peter, als die Eltern nicht da sind. Doch Mutter Elli sucht für den gleichen Zweck Heidis Bett mit ihrem Liebhaber, Peters Lehrer, auf. Das junge Paar muss sich unter dem Bett verstecken, doch auch das Treiben von Elli wird gestört, als ihr Ehemann die Wohnung betritt.
- Julia kann die erste Nacht mit ihrem Freund Rolf auf romantische Weise bei ihm verbringen, denn sein strenger Vater ist auf Geschäftsreise. Allerdings hat dieser seine Unterlagen vergessen und kommt schon am nächsten Morgen nach Hause. Julia hat schlechte Karten bei ihm, denn ihre Mutter ist eine Bordellchefin. In dieser Episode hört man beim Liebesspiel von Julia und Rolf die Melodie: So eine Liebe gibt es einmal nur, von James Last im Hintergrund.

## Kritik
Das Lexikon des Internationalen Films befand über diesen Sexstreifen: „Zotig im Dialog, unverhüllt spekulativ. – Wir raten ab.“